# Gran Premio motociclistico d'Australia 1997
Il Gran Premio motociclistico d'Australia 1997 fu l'ultima gara del motomondiale 1997. Si svolse il 5 ottobre 1997 sul circuito di Phillip Island e vide la vittoria di Àlex Crivillé su Honda nella classe 500, di Ralf Waldmann nella classe 250 e di Noboru Ueda nella classe 125.
Con il secondo posto finale nel GP, Max Biaggi si laurea campione del mondo piloti per la quarta volta consecutiva; si tratta dell'ultimo titolo dell'anno ancora non assegnato, nelle altre classi Mick Doohan e Valentino Rossi avevano già festeggiato il titolo con qualche gara d'anticipo, rispettivamente nella 500 e nella 125. 
Proprio nella classe regina, il pilota australiano parte in pole per la dodicesima volta consecutiva in stagione ma cade a 12 giri dalla fine mentre era ampiamente in testa: è il suo primo ritiro nel corso del campionato 1997, un ritiro giunto dopo avere conquistato nelle gare precedenti sempre uno dei primi due piazzamenti.
Si tratta anche dell'ultima gara del motomondiale per Jorge Martínez che si ritira dopo 16 anni di gare e 196 GP disputati.

## Classe 500

### Arrivati al traguardo
| Pos | Nº | Pilota                   | Squadra               | Motocicletta | Giri | Tempo     | Griglia | Punti |
| --- | -- | ------------------------ | --------------------- | ------------ | ---- | --------- | ------- | ----- |
| 1   | 2  | Àlex Crivillé            | Repsol Honda          | Honda        | 27   | 42:53.362 | 2       | 25    |
| 2   | 24 | Takuma Aoki              | Repsol Honda          | Honda        | 27   | +2.268    | 3       | 20    |
| 3   | 5  | Norifumi Abe             | Yamaha Team Rainey    | Yamaha       | 27   | +28.119   | 5       | 16    |
| 4   | 7  | Tadayuki Okada           | Repsol Honda          | Honda        | 27   | +35.230   | 4       | 13    |
| 5   | 55 | Régis Laconi             | Tecmas Honda Elf      | Honda        | 27   | +35.540   | 10      | 11    |
| 6   | 20 | Sete Gibernau            | Yamaha Team Rainey    | Yamaha       | 27   | +35.678   | 14      | 10    |
| 7   | 26 | Yukio Kagayama           | Lucky Strike Suzuki   | Suzuki       | 27   | +35.770   | 12      | 9     |
| 8   | 4  | Alex Barros              | Honda Gresini         | Honda        | 27   | +36.260   | 9       | 8     |
| 9   | 27 | Peter Goddard            | Lucky Strike Suzuki   | Suzuki       | 27   | +36.795   | 15      | 7     |
| 10  | 8  | Carlos Checa             | MoviStar Honda Pons   | Honda        | 27   | +37.546   | 8       | 6     |
| 11  | 19 | Doriano Romboni          | IP Aprilia Racing     | Aprilia      | 27   | +37.761   | 7       | 5     |
| 12  | 21 | Jurgen van den Goorbergh | Millar MQP            | Honda        | 27   | +56.989   | 13      | 4     |
| 13  | 22 | Kirk McCarthy            | Red Bull Yamaha WCM   | Yamaha       | 27   | +1:01.191 | 23      | 3     |
| 14  | 10 | Kenny Roberts Jr         | Marlboro Team Roberts | Modenas KR3  | 27   | +1:02.256 | 17      | 2     |
| 15  | 9  | Alberto Puig             | MoviStar Honda Pons   | Honda        | 27   | +1:02.500 | 21      | 1     |
| 16  | 12 | Jean-Michel Bayle        | Marlboro Team Roberts | Modenas KR3  | 27   | +1:24.816 | 19      |       |
| 17  | 17 | Lucio Pedercini          | Team Pedercini        | ROC Yamaha   | 26   | +1 giro   | 22      |       |
| 18  | 15 | Frédéric Protat          | Soverex FP Racing     | Honda        | 26   | +1 giro   | 24      |       |
| 19  | 25 | Laurent Naveau           | Millet Racing         | ROC Yamaha   | 26   | +1 giro   | 25      |       |

### Ritirati
| Nº | Pilota        | Squadra               | Motocicletta | Giri | Griglia |
| -- | ------------- | --------------------- | ------------ | ---- | ------- |
| 18 | Nobuatsu Aoki | Rheos ELF F.C.C. T.S. | Honda        | 25   | 16      |
| 14 | Juan Borja    | Elf 500 Roc           | Elf 500      | 23   | 18      |
| 1  | Mick Doohan   | Repsol Honda          | Honda        | 16   | 1       |
| 3  | Luca Cadalora | Red Bull Yamaha WCM   | Yamaha       | 10   | 6       |
| 16 | Jürgen Fuchs  | Elf 500 Roc           | Elf 500      | 6    | 20      |

### Non partito
| Nº | Pilota        | Squadra             | Motocicletta | Griglia |
| -- | ------------- | ------------------- | ------------ | ------- |
| 6  | Daryl Beattie | Lucky Strike Suzuki | Suzuki       | 11      |

## Classe 250

### Arrivati al traguardo
| Pos | Nº | Pilota               | Squadra                      | Motocicletta | Giri | Tempo     | Griglia | Punti |
| --- | -- | -------------------- | ---------------------------- | ------------ | ---- | --------- | ------- | ----- |
| 1   | 2  | Ralf Waldmann        | Marlboro Honda               | Honda        | 25   | 40:09.735 | 2       | 25    |
| 2   | 1  | Max Biaggi           | Marlboro Team Kanemoto Honda | Honda        | 25   | +5.829    | 1       | 20    |
| 3   | 19 | Olivier Jacque       | Chesterfield Elf Tech 3      | Honda        | 25   | +27.251   | 5       | 16    |
| 4   | 12 | Takeshi Tsujimura    | F.C.C. Technical Sports      | TSR Honda    | 25   | +27.639   | 8       | 13    |
| 5   | 31 | Tetsuya Harada       | Aprilia Racing               | Aprilia      | 25   | +27.926   | 3       | 11    |
| 6   | 30 | Troy Bayliss         | Molenaar Suzuki              | Suzuki       | 25   | +28.118   | 6       | 10    |
| 7   | 15 | Stefano Perugini     | Nastro Azzurro Aprilia       | Aprilia      | 25   | +29.038   | 4       | 9     |
| 8   | 5  | Tōru Ukawa           | Benetton Honda               | Honda        | 25   | +43.594   | 7       | 8     |
| 9   | 27 | Sebastián Porto      | PR2 YPF - ESCO               | Aprilia      | 25   | +58.422   | 10      | 7     |
| 10  | 11 | Jeremy McWilliams    | QUB Team Optimum             | Honda        | 25   | +1:05.476 | 9       | 6     |
| 11  | 18 | Osamu Miyazaki       | Edo Racing                   | Yamaha       | 25   | +1:05.563 | 11      | 5     |
| 12  | 21 | Franco Battaini      | Edo Racing                   | Yamaha       | 25   | +1:12.379 | 12      | 4     |
| 13  | 8  | Cristiano Migliorati | Team Axo Inoxmacel           | Honda        | 25   | +1:19.550 | 18      | 3     |
| 14  | 7  | Haruchika Aoki       | Matteoni Racing              | Honda        | 25   | +1:19.683 | 13      | 2     |
| 15  | 10 | Luca Boscoscuro      | Dee Cee Racing               | Honda        | 25   | +1:19.740 | 17      | 1     |
| 16  | 6  | Luis d'Antín         | S.S.P. Competicion           | Yamaha       | 25   | +1:21.981 | 14      |       |
| 17  | 25 | Oliver Petrucciani   | Mohag Aprilia Racing         | Aprilia      | 25   | +1:40.671 | 22      |       |
| 18  | 58 | William Strugnell    | West Coast Motorsports       | Honda        | 24   | +1 giro   | 26      |       |
| 19  | 56 | Simon Weeks          | West Coast Motorsports       | Honda        | 24   | +1 giro   | 25      |       |
| 20  | 84 | Ben Reid             | VTI Racing Amsoil            | Yamaha       | 24   | +1 giro   | 28      |       |
| 21  | 83 | Michael Clunie       | Cempac Woodchipping          | Yamaha       | 23   | +2 giri   | 29      |       |

### Ritirati
| Nº | Pilota            | Squadra                 | Motocicletta | Giri | Griglia |
| -- | ----------------- | ----------------------- | ------------ | ---- | ------- |
| 16 | William Costes    | Chesterfield Elf Tech 3 | Honda        | 17   | 21      |
| 99 | Giuseppe Fiorillo | Radiant Racing          | Aprilia      | 17   | 23      |
| 28 | Eustaquio Gavira  | Scuderia Mobil 1 AGV    | Aprilia      | 2    | 24      |
| 26 | Emilio Alzamora   | Fortuna Honda           | Honda        | 2    | 27      |
| 14 | Jamie Robinson    | Molenaar Suzuki         | Suzuki       | 1    | 15      |
| 17 | José Luis Cardoso | S.S.P. Competicion      | Yamaha       | 1    | 16      |

### Non partiti
| Nº | Pilota          | Squadra        | Motocicletta | Griglia |
| -- | --------------- | -------------- | ------------ | ------- |
| 22 | Kurtis Roberts  | PJ1 Oils       | Honda        | 19      |
| 65 | Loris Capirossi | Aprilia Racing | Aprilia      | 20      |

### Non qualificato
| Nº | Pilota       | Squadra          | Motocicletta |
| -- | ------------ | ---------------- | ------------ |
| 82 | Michael Tall | Ride Tall Racing | Yamaha       |

## Classe 125

### Arrivati al traguardo
| Pos | Nº | Pilota             | Squadra                   | Motocicletta | Giri | Tempo     | Griglia | Punti |
| --- | -- | ------------------ | ------------------------- | ------------ | ---- | --------- | ------- | ----- |
| 1   | 7  | Noboru Ueda        | Team Pileri               | Honda        | 23   | 38:59.797 | 4       | 25    |
| 2   | 8  | Kazuto Sakata      | UGT 3000                  | Aprilia      | 23   | +1.366    | 1       | 20    |
| 3   | 3  | Tomomi Manako      | UGT 3000                  | Honda        | 23   | +1.866    | 8       | 16    |
| 4   | 15 | Roberto Locatelli  | Team Axo Inoxmacel        | Honda        | 23   | +1.903    | 7       | 13    |
| 5   | 21 | Gianluigi Scalvini | Team Axo Inoxmacel        | Honda        | 23   | +5.587    | 9       | 11    |
| 6   | 46 | Valentino Rossi    | Nastro Azzurro Aprilia    | Aprilia      | 23   | +18.953   | 3       | 10    |
| 7   | 10 | Lucio Cecchinello  | Spidi Honda LCR           | Honda        | 23   | +27.244   | 17      | 9     |
| 8   | 2  | Masaki Tokudome    | Docshop Racing            | Aprilia      | 23   | +35.786   | 13      | 8     |
| 9   | 72 | Garry McCoy        | Marlboro Team Alfa Bieffe | Aprilia      | 23   | +35.897   | 5       | 7     |
| 10  | 32 | Mirko Giansanti    | Matteoni Racing           | Honda        | 23   | +36.392   | 12      | 6     |
| 11  | 17 | Enrique Maturana   | Yamaha Kurz               | Yamaha       | 23   | +36.404   | 10      | 5     |
| 12  | 20 | Masao Azuma        | L.B. Racing               | Honda        | 23   | +36.466   | 15      | 4     |
| 13  | 5  | Jorge Martínez     | Airtel-Aspar              | Aprilia      | 23   | +44.911   | 6       | 3     |
| 14  | 62 | Yoshiaki Katō      | Team Semprucci            | Yamaha       | 23   | +56.342   | 20      | 2     |
| 15  | 33 | Manfred Geissler   | UGT 3000                  | Aprilia      | 23   | +56.529   | 18      | 1     |
| 16  | 22 | Steve Jenkner      | Aprilia - ADAC Sachsen    | Aprilia      | 23   | +56.533   | 24      |       |
| 17  | 29 | Ángel Nieto Jr     | Airtel-Aspar              | Aprilia      | 23   | +1:00.032 | 22      |       |
| 18  | 25 | Josep Sardá        | Finsco Chasis             | Honda        | 23   | +1:00.176 | 21      |       |
| 19  | 42 | Shahrol Yuzy       | UGT 3000                  | Honda        | 23   | +1:26.735 | 23      |       |
| 20  | 47 | Jay Taylor         | Taylor Racing             | Honda        | 23   | +1:32.022 | 25      |       |
| 21  | 52 | Hayden Bool        | Bool Racing               | Honda        | 22   | +1 giro   | 30      |       |
| 22  | 49 | James Armstrong    | Wolfendon Racing          | Yamaha       | 21   | +2 giri   | 31      |       |

### Ritirati
| Nº | Pilota            | Squadra                   | Motocicletta | Giri | Griglia |
| -- | ----------------- | ------------------------- | ------------ | ---- | ------- |
| 12 | Dirk Raudies      | Finsco Chasis             | Honda        | 20   | 19      |
| 48 | William Strugnell | Southern Cross Sports     | Honda        | 13   | 28      |
| 43 | Xavier Soler      | Marlboro Team Alfa Bieffe | Aprilia      | 12   | 26      |
| 19 | Frédéric Petit    | Team RMS                  | Honda        | 11   | 11      |
| 51 | Peter Galvin      | Teknic Racing             | Honda        | 6    | 29      |
| 24 | Gino Borsoi       | Team Semprucci            | Yamaha       | 1    | 14      |
| 39 | Jaroslav Huleš    | L.B. Racing               | Honda        | 0    | 16      |
| 41 | Yōichi Ui         | Yamaha Kurz               | Yamaha       | 0    | 2       |
| 50 | Andrew Willy      | Andrew Willy Racing       | Yamaha       | 0    | 27      |